# 興安省 (中華民國)
興安省，簡稱興，是中華民國的一省，抗戰勝利後国民政府所設的東北九省之一。该省疆域大約等於今日内蒙古自治区的呼伦贝尔市全境及兴安盟部分。
该地从未被国民党政权统治过，先后被蒙古族地方势力和中共解放区管辖，國民政府宣布设立之初，该地区实际由东蒙古人民自治政府统辖，由于国民政府拒不承认东蒙自治政府，1946年5月28日，中共撤消东蒙自治政府，建立兴安省人民政府，由东北人民政府和内蒙古自治运动联合会双重领导。后中共方面裁撤兴安省，所属地域并入新成立的内蒙古自治区，而国民政府方面一直沿用兴安省的区划。1948年辽沈战役后，在沈阳的興安省政府辦事處自然溃散。

## 省名由來
“兴安”是满语，意为“丘陵”，与大兴安岭的“兴安”同源。满洲国时期首次设立兴安省，后分为兴安东、西、南、北四省。

## 地理
全省疆域大約等於今日内蒙古自治区的呼伦贝尔市，興安盟部分。面積約為278437平方公里，人口1947年調查為32萬7563人，是當時中國所轄人口最少的一個行省。鄰國為蒙古（1946年后被中国承认）和苏联（俄罗斯苏维埃联邦社会主义共和国），南接遼北省，東接黑龍江省、嫩江省。
大興安嶺橫穿中部，東部為東北平原、西部為蒙古高原的延伸。境內主要有嫩江、額爾古納河、克魯倫河等河流和呼倫湖、貝爾湖等湖泊。

## 歷史沿革
自古即為游牧民族的牧場，境內大興安嶺為古代鮮卑族居住之地。清代時劃規黑龍江將軍所轄之地，清光緒三十三年（西元1907年）設黑龍江省，為該省所轄之區。
民國二十一年（1932年），奉天事變爆發，日軍侵佔东北，淪為滿洲國領土。民國三十四年（1945年）日本投降，國民政府於9月上旬，在重慶宣布劃分東北三省為九省二市，任命吳煥章為興安省政府主席，主持在海拉爾組建興安省政府，併在重慶成立興安省政府籌備處開始策劃接收工作。而中共在蘇聯的協助下，率先進入東北。11月17日，蘇聯通知中共地方黨、軍領導機關和武裝力量撤出哈爾濱，準僅將城市政權移交給國民政府接管。為避免衡突，在中共北滿分局書記陳雲主持下，11月22日，中共北滿分局、松江省委、省軍區等全部撤至賓縣。
民國三十五年（1946年）1月，興安省主席吳煥章與松江省主席關吉玉、黑龍江省主席韓駿傑及哈爾濱市市長楊綽菴赴哈爾濱市成立各省、市政府辦事處。4月，蘇聯紅軍撤出哈爾濱市，各省、市政府也隨同蘇軍撤出哈爾濱。中共东北民主聯軍派遺山東部隊第七師和359旅一部於28日攻下哈爾濱市，於5月成立「興安省人民政府」，下轄興安、哲里木、纳文慕仁、呼倫貝爾4盟，共29旗、縣。同年9月，呼倫貝爾盟改為自治區。10月，在海拉爾市成立呼倫貝爾自治政府。
民國三十六年（1947年）4月23日，內蒙古自治政府成立，撤興安省，所轄呼伦贝尔纳文慕仁盟等盟旗併入內蒙古自治區。
吳煥章率領部分省府人員赴瀋陽建立興安省政府辦事處，但興安省政府自始自終未能赴省境辦公。民國三十七年（1948年）年底遼瀋會戰後，大部分地區為中共所控。11月2日解放軍正式進入瀋陽，中華民國興安省政府滅亡。

## 行政區劃
民國三十六年（1947年）6月，國民政府公布東北九省的行政區域，其中興安省的省會為海拉爾市（今呼倫貝爾市海拉尔区）。全省轄有1市、7縣、11旗，因省境較小，不設行政督察區。但由於抗戰結束後，该省全境先后被东蒙古人民自治政府、中共兴安省政府及内蒙古自治政府统辖之下，故國民政府公佈的行政區劃並未得到執行。
| 興安省               | 興安省 | 興安省                                    | 興安省                                                                 | 興安省 |
| 所屬督察區及盟部     | 代碼   | 縣市局                                    | 駐地(2023年4月)                                                        | 沿革 |
| -------------------- | ------ | ----------------------------------------- | ---------------------------------------------------------------------- | --- |
| 省直轄地區           | 34001  | 海拉爾市 Qayilar                          | 今內蒙古自治區呼倫貝爾市海拉爾區駐地正陽街道                           | 興安省省會。滿洲國時期析索倫旗置海拉爾市，屬興安總省興北地區。抗戰結束後保留，民國36年（1947年）6月核准析呼倫縣城區及其附近置。 |
| 省直轄地區           | 34002  | 呼倫縣 Hulun                              | 海拉爾（今內蒙古自治區呼倫貝爾市海拉爾區）                             | 滿洲國時期廢縣併入索倫旗。抗戰結束後恢復縣制。                                                                                  |
| 省直轄地區           | 34003  | 奇乾縣 Ch'i-kan                           | 珠爾干（今內蒙古自治區額爾古納市北奇乾鄉）                             | 滿洲國時期廢縣設置額爾古納右翼旗。抗戰結束後恢復縣制。                                                                          |
| 省直轄地區           | 34004  | 室韋縣 Gilalin                            | 吉拉林（今內蒙古自治區額爾古納市北蒙兀室韋蘇木）                       | 滿洲國時期廢縣設置額爾古納左翼旗。抗戰結束後恢復縣制。                                                                          |
| 省直轄地區           | 34005  | 臚濱縣 Kerülen                            | 滿洲里（今內蒙古自治區滿洲里市駐地東山街道）                           | 滿洲國時期廢縣分屬滿洲里市、新巴爾虎左、右翼旗。抗戰結束後恢復縣制。                                                            |
| 省直轄地區           | 34006  | 雅魯縣 Yalu                               | 扎蘭屯（今內蒙古自治區扎蘭屯市駐地興華街道）                           | 滿洲國時期廢縣併入布特哈旗。抗戰結束後恢復縣制。                                                                                |
| 省直轄地區           | 34007  | 布西縣 West Butha                         | 西布特哈（尼爾基屯，今內蒙古自治區莫力達瓦達斡爾族自治旗駐地尼爾基鎮） | 舊稱布西設治局，滿洲國時期實施縣制，後廢縣併入莫力達瓦、阿榮2旗。抗戰結束後恢復縣制。民國36年（1947年）6月核准改置縣。          |
| 省直轄地區           | 34008  | 索倫縣 Solon                              | 索倫山（今內蒙古自治區科爾沁右翼前旗西北索倫鎮）                       | 舊稱索倫山設治局，民國36年（1947年）6月核准改置縣。                                                                             |
| 布特哈盟 Butha       | 34101  | 巴彥旗 Bayen                              | 額爾和（今內蒙古自治區莫力達瓦達斡爾族自治旗西北哈達陽鎮）             | 滿洲國時期屬興安總省興東地區。                                                                                                  |
| 布特哈盟 Butha       | 34102  | 莫力達瓦旗 Morin Dawa                     | 西布特哈（今內蒙古自治區莫力達瓦達斡爾族自治旗駐地尼爾基鎮）           | 滿洲國時期屬興安總省興東地區。                                                                                                  |
| 布特哈盟 Butha       | 34103  | 阿榮旗 Arun                               | 那吉（今內蒙古自治區阿榮旗駐地那吉鎮）                                 | 滿洲國時期屬興安總省興東地區。                                                                                                  |
| 布特哈盟 Butha       | 34104  | 布特哈旗 Butha                            | 扎蘭屯（今內蒙古自治區扎蘭屯市駐地興華街道）                           | 滿洲國時期屬興安總省興東地區。                                                                                                  |
| 布特哈盟 Butha       | 34105  | 喜扎嘎爾旗 Hijagar                        | 索倫山（今內蒙古自治區科爾沁右翼前旗西北索倫鎮）                       | 滿洲國時期屬興安總省興中地區。                                                                                                  |
| 呼倫貝爾盟 Hulunbuir | 34201  | 新巴爾虎左翼旗 Sin-e Barag ǰegün qosiγu   | 阿穆古朗（今內蒙古自治區新巴爾虎左旗駐地阿木古郎鎮）                   | 滿洲國時期屬興安總省興北地區。                                                                                                  |
| 呼倫貝爾盟 Hulunbuir | 34202  | 新巴爾虎右翼旗 Sin-e Barag baraγun qosiγu | 阿拉坦額莫勒（今內蒙古自治區新巴爾虎右旗駐地阿拉坦額莫勒鎮）           | 滿洲國時期屬興安總省興北地區。                                                                                                  |
| 呼倫貝爾盟 Hulunbuir | 34203  | 陳巴爾虎旗 Qaγučin Barag                  | 巴彥庫仁（今內蒙古自治區陳巴爾虎旗駐地巴彥庫仁鎮）                     | 滿洲國時期屬興安總省興北地區。                                                                                                  |
| 呼倫貝爾盟 Hulunbuir | 34204  | 額爾古納左翼旗 Ergun ǰegün qosiγu         | 奈如穆圖（今內蒙古自治區額爾古納市北三河回族鄉）                       | 滿洲國時期屬興安總省興北地區。                                                                                                  |
| 呼倫貝爾盟 Hulunbuir | 34205  | 額爾古納右翼旗 Ergun baraγun qosiγu       | 奇乾（今內蒙古自治區額爾古納市北奇乾鄉）                               | 滿洲國時期屬興安總省興北地區。                                                                                                  |
| 呼倫貝爾盟 Hulunbuir | 34206  | 索倫旗 Solon                              | 南屯（今內蒙古自治區鄂溫克族自治旗駐地巴彥托海鎮）                     | 滿洲國時期屬興安總省興北地區。                                                                                                  |

## 行政區劃年表
| 興安省行政區劃年表                                                        |          |    |    |    |      | |
| 說明：「?」表示不能確定其發生年份或月份，故放於最有可能的一年內，詳見注釋 |          |    |    |    |      | |
| 西元                                                                      | 民國紀元 | 縣 | 市 | 局 | 其他 | 行政區劃變更 |
| 1947年                                                                    | 民國36年 | 7  | 1  |    |      | - 黑龍江省呼倫縣來隸（6月） - 黑龍江省奇乾縣來隸（6月） - 黑龍江省室韋縣來隸（6月） - 黑龍江省臚濱縣來隸（6月） - 黑龍江省雅魯縣來隸（6月） - 黑龍江省布西設治局來隸（6月） - 改布西設治局為布西縣（6月） - 黑龍江省索倫山設治局來隸（6月） - 改索倫山設治局為索倫縣（6月） - 析呼倫縣置海拉爾市（6月） |
| 1948年                                                                    | 民國37年 | 7  | 1  |    |      | |
| 1949年                                                                    | 民國38年 | 7  | 1  |    |      | |

## 政府
興安省政府主席
| 任次 | 姓名   | 肖像 | 籍貫                                     | 在任時間                    | 備註 |
| ---- | ------ | ---- | ---------------------------------------- | --------------------------- | --- |
| 1    | 吳煥章 |      | 鎮守黑龍江等處地方將軍墨爾根副都統大賚縣 | 1945年9月4日－1948年11月2日 | 1945年9月就任:8385-8386。1948年辽沈战役國軍失利。同年11月，解放軍攻陷瀋陽市，興安省政府瓦解。1988年1月11日在臺北市逝世。 |

興安省政府委員
- 張震西
- 田樹茲
- 于鎮藩
- 吉爾格朗
- 張松涵
- 陳封